# Léon Vanderkelen
Eugène Léon Vanderkelen, né le 30 mai 1856 à Louvain et y décédé le 11 août 1915 fut un homme politique libéral belge.
Vanderkelen fut commerçant, échevin de Louvain et sénateur de l'arrondissement de Louvain.

## Généalogie
- Il est un des fils de Leopold Vander Kelen, bourgmestre de Louvain (1813-95) et Maria Mertens.

## Sources
- Liberaal Archief